# 基希湖
54°13′52″N 10°17′5″E / 54.23111°N 10.28472°E

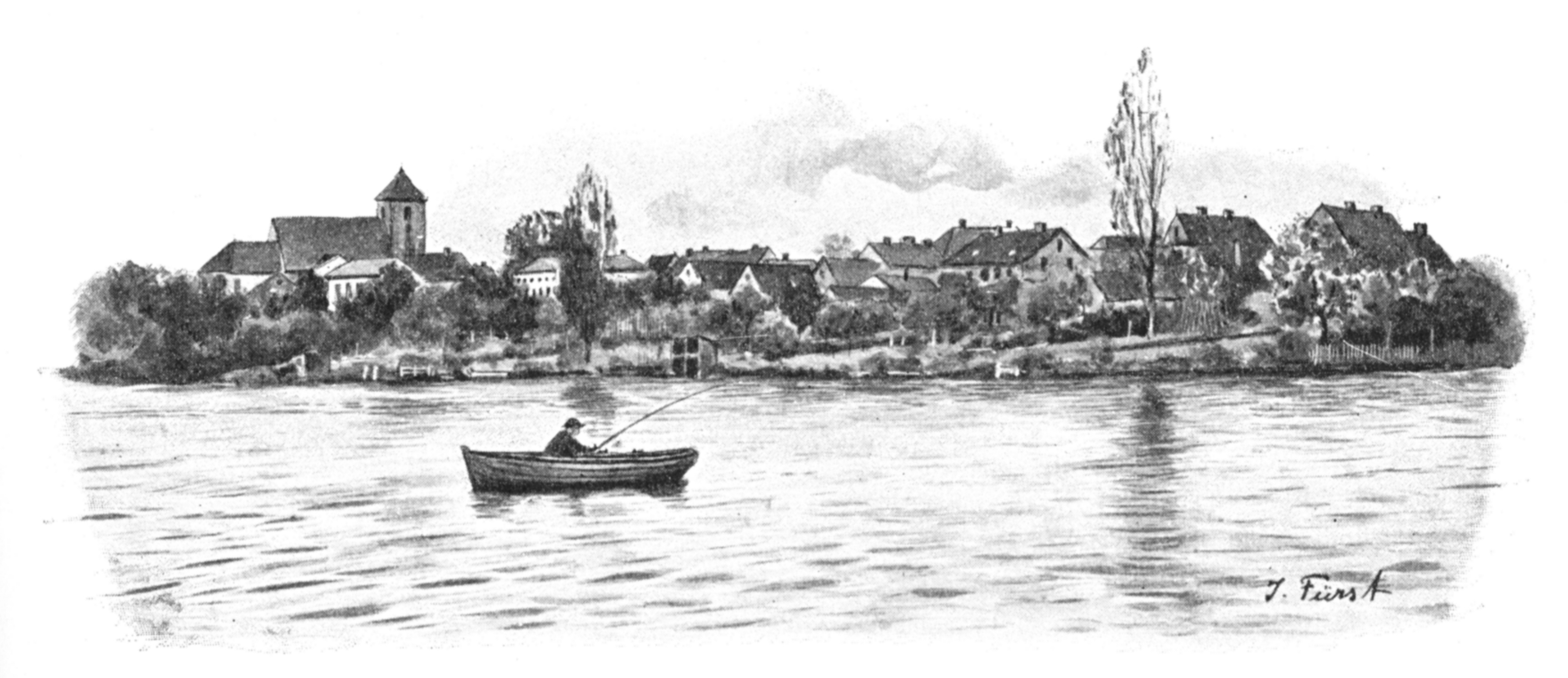

基希湖（德語：Kirchsee），是德國的湖泊，位於該國北部石勒蘇益格-荷爾斯泰因州，由普倫縣負責管轄，面積0.1平方公里，海拔高度20米，最大水深6米。